# Никольский переулок (Санкт-Петербург)
Нико́льский переу́лок — переулок в Адмиралтейском районе Санкт-Петербурга. Проходит от Садовой улицы до Большой Подьяческой улицы и набережной реки Фонтанки.

## История названия
Первоначально с 1776 года переулок назывался Большая Полковая улица, по находящемуся в проезде полковому двору Морского ведомства. С 1821 года существовали названия Рыношный переулок, Рыночный переулок, 1-й Рыночный переулок, по находящемуся в начале переулка Никольскому рынку. Параллельно с 1870 года появляется название Никольский переулок.
23 июля 1939 года проезд переименовали в улицу Мясникова, в честь В. С. Мясникова, матроса Балтийского флота, участника штурма Зимнего дворца в 1917 году, члена Военно-морского революционного комитета, в ряду других улиц, названных в ознаменование Дня Военно-Морского флота. Название Никольский переулок возвращено 13 января 1998 года.

## История
Улица возникла во второй половине XVIII века.
До 1950-х гг. в продолжение переулка существовал мост через Фонтанку, по нему ходил 6-й трамвай, однако в 1957 году было принято решение о разборке моста.

## Достопримечательности
- Никольский рынок  7810104000
- Дом № 7 — дом И. К. Якимова, нач. XIX в., перестраивал в 1847 г. арх. А. М. Ливен.  7832158000